# Кузнецов (фамилия)
Кузнецо́в (Кузнецо́ва) — одна из самых распространённых русских фамилий. В списке общерусских фамилий занимает третье место.

## Происхождение фамилии
Фамилия Кузнецов произошла от слова кузнец (именования отца по занятию). От названия этой профессии произошли так же другие фамилии: Кузнечихин — «материнская» (кузнечиха — жена кузнеца), Кузнечевский, Кузнецкий, Кузнецовский, Кузниченко / Кузнеченко / Кузниченков / Кузнеченков.
Аналоги фамилии Кузнецов являются наиболее распространёнными во многих странах с индоевропейским по корням населением. Например, в США самой распространённой фамилией считается Смит (англ. smith — «кузнец»), что обыгрывается, например, в фильме «Матрица», где «безликого» агента зовут Смит, и в фильме «Мистер и миссис Смит», про семью наёмных убийц, живущих под вымышленными именами. В Германии очень распространена фамилия Шмидт (нем. schmidt — «кузнец»). На Украине (укр. коваль — «кузнец»), в Белоруссии и Польше очень распространены фамилии Коваль, Ковальский, Коваленко, Ковальченко, Ковальковский, Ковальницкий, Ковальчук, Ковальчик, Ковалюк, Ковалёв, Ковалихин, Коваленков, Ковалевский, Ковалишин, Ковальков, Кованьков и т. п.

## Статистика распространённости
По данным 2014 года, фамилия Кузнецов занимала 1054-е место по распространённости в мире: её носили 512 444 человека.
Распространённость фамилии по странам:
| Страна       | Кол-во носителей | Частота  | Популярность |
| ------------ | ---------------- | -------- | ------------ |
| Россия       | 443 583          | 1:326    | 4            |
| Украина      | 23 455           | 1:1941   | 132          |
| Казахстан    | 17 927           | 1:965    | 68           |
| Узбекистан   | 9100             | 1:3400   | 451          |
| Беларусь     | 6445             | 1:1474   | 67           |
| Туркменистан | 3938             | 1:1397   | 192          |
| Таджикистан  | 1412             | 1:5936   | 906          |
| Израиль      | 1146             | 1:7467   | 1161         |
| Кыргызстан   | 1093             | 1:5464   | 905          |
| Египет       | 1092             | 1:84 254 | 6773         |